# Dicranolasma scabrum
Dicranolasma scabrum is een hooiwagen uit de familie Dicranolasmatidae.